# Juan Manuel Mateo
Juan Manuel Mateo (nacido el 17 de diciembre de 1982 en Baní) es un lanzador dominicano de Grandes Ligas que se encuentra en la agencia libre. Jugó parte de la temporada 2006 en las mayores con los Cachorros de Chicago.
Durante la temporada 2006, estuvo en Doble-A con West Tenn Diamond Jaxx hasta su llamada a filas por los Cachorros de Chicago el 1 de agosto. El 3 de agosto, Mateo hizo su debut en Grandes Ligas como abridor en un partido contra los Diamondbacks de Arizona, reemplazando a Greg Maddux en la rotación, ya que acabababa de ser objeto de canje. Mateo lanzó 5 innings y se granjeó su primera victoria  profesional.
El 2 de mayo de 2008, se negó a una asignación a ligas menores con los Daytona Cubs y se convirtió en agente libre. Más tarde firmó con los Piratas de Pittsburgh, y se convirtió en un agente libre de nuevo al final de la temporada. El 22 de diciembre de 2008, volvió a firmar con los Piratas.
El 1 de febrero de 2010, Mateo firmó un contrato de ligas menores con los Angelinos de Anaheim, pero nunca lanzó en su organización. 
En 2011, firmó con los Vaqueros Laguna en la Liga Mexicana.